# Conus judaeus
Espèce
Conus judaeus est une espèce de mollusques gastéropodes marins de la famille des Conidae.
Comme toutes les espèces du genre Conus, ces escargots sont prédateurs et venimeux. Ils sont capables de « piquer » les humains et doivent donc être manipulés avec précaution, voire pas du tout.

## Description
La taille de la coquille atteint 32 mm.
Cette espèce est extrêmement similaire à Conus ebraeus. Les deux se distinguent le mieux par un examen attentif des dents de la radula. 

## Distribution
Cette espèce marine est présente au large des Philippines et de la Papouasie-Nouvelle-Guinée.

## Taxonomie

### Publication originale
L'espèce Conus judaeus a été décrite pour la première fois en 1895 par le médecin et zoologiste Rudolph Bergh dans « Nova Acta der Kaiserlischen Leopoldiana-Carolinae Deutschen Akademie der Naturforsher »,.

### Synonymes
- Conus (Virroconus) judaeus Bergh, 1895 · appellation alternative
- Virroconus judaeus (Bergh, 1895) · non accepté